# 百能葳
百能葳（学名：Blainvillea acmella）是菊科百能葳属的植物。分布于美洲、非亚洲热带、非洲、澳大利亚以及中国大陆的云南、广东、广西等地，生长于海拔500米至2,100米的地区，一般生长在疏林中和山顶斜坡草地上，目前尚未由人工引种栽培。